# دهه ۸۵۰ (میلادی)
دهه ۸۵۰ (میلادی) دهه هشتاد و پنجم تقویم میلادی است.

## درگذشتگان
‎